# Jozef Geirnaert
Jozef Lodewijk Geirnaert (1790, Eeklo - 1859, Gant), fou un pintor flamenc del segle xix.

## Biografia
Segons la fitxa bibliogràfica de l'Institut Neerlandès per a la Documentació de la Història de l'Art (RKD), fou alumne de Joseph Paelinck i Willem Jacob Herreyns. És conegut pels seus retrats i les seves al·legories històriques, i va esdevenir professor d'Edouard Auguste Wallays i de Jacques Louis Godineau.